# Лемешев, Михаил Яковлевич
Михаил Яковлевич Лемешев (1 января 1927, село Теменичи, Брянская область, РСФСР, СССР — 6 января 2021, Москва) — советский и российский учёный, экономист, политический деятель, депутат Государственной Думы Федерального собрания Российской Федерации первого созыва (1993—1995), эксперт ООН по охране окружающей среды, доктор экономических наук, профессор, академик Российской академии естественных наук.

## Биография
В 1953 году получил высшее образование в Московском зоотехническом институте коневодства. В 1956 году окончил аспирантуру в Московском государственном университете имени М. В. Ломоносова. С 1956 по 1969 год работал в НИИ Госплана СССР младшим научным сотрудником, затем заведующим сектором.
С 1969 по 1972 год работал в Сибирском отделении Академии наук СССР заведующим сектором в Институте экономики и организации промышленного производства. С 1972 по 1985 год работал в Академии наук СССР заведующим отделом экономических проблем природопользования в Центральном экономико-математическом институте. С 1974 по 1995 год являлся экспертом программы ООН по охране окружающей среды. Член Президиума ВООПИиК, член Правления ассоциации «Экология и мир». С 1986 по 1993 год работал в Комиссии по изучению производительных сил и природных ресурсов при Президиуме Академии наук СССР заведующим лабораторией.
В 1989 г. баллотировался на выборах народных депутатов СССР, проиграл сначала во втором туре Станкевичу в Черемушкинском избирательном округе, а потом в Подмосковье журналисту Крутову. В 1990 г. баллотировался в народные депутаты России, но проиграл выборы Глебу Якунину.
В 1993 году избран депутатом Государственной думы Федерального Собрания Российской Федерации первого созыва. В Государственной думе был председателем комитета по экологии, входил во фракцию ЛДПР.

## Награды и премии
- Золотая медаль М. В. Ломоносова Российской академии естествознания[7] (не путать с Большой золотой медалью имени М. В. Ломоносова, присуждаемой РАН).
- Золотая звезда В. И. Вернадского (присуждалась Международным межакадемическим союзом, общественной организацией, ликвидированной в 2013 г. по решению суда).[8][9][10]
- Литературная премия «Имперская культура».[11][12]

## Публикации
Согласно публикации по поводу 90-я Лемешева:
- Экономическое обоснование структуры сельскохозяйственного производства. М., 1965;
- Межотраслевые связи сельского хозяйства. М., 1968;
- Системный подход в экономических исследованиях. Т. 1-2. Новосибирск, 1971;
- Комплексные программы в планировании народного хозяйства. М., 1973;
- Народно‑хозяйственный аграрно-промышленный комплекс. М., 1980;
- Социализм и природа. М., 1982;
- Оптимизация рекреационной деятельности. М., 1986;
- Природа и мы. М., 1988;
- Власть ведомств — экологический инфаркт. М., 1989 (на англ. яз.);
- Экологическая альтернатива. М., 1990;
- Кровь земли. Париж, 1990 (на франц. яз.);
- Пока не поздно. М., 1991;
- Возродится ли Россия? М., 1994;
- Свеча: сгорая сам, свети другим. М., 1999;
- К свободе призваны вы… М., 2002. Д. Львов.